# Lekyt

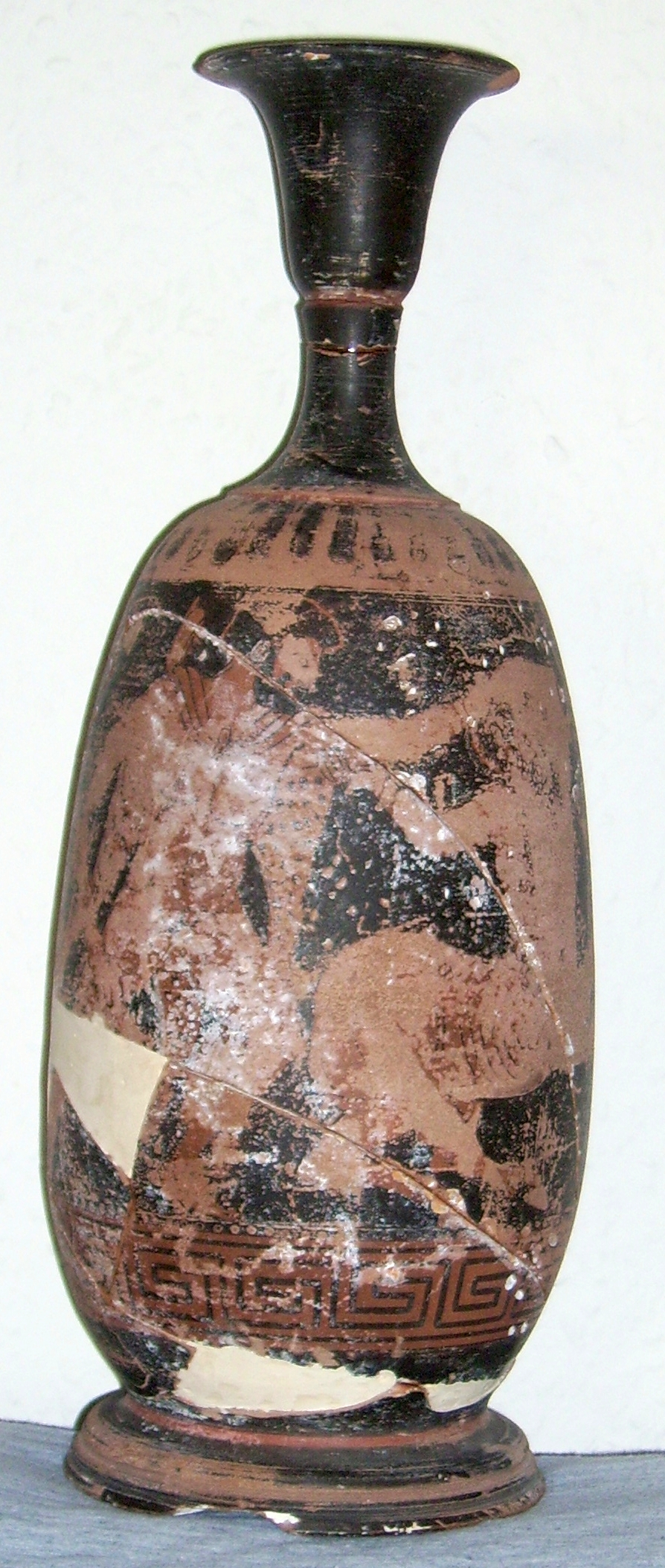
Attisk lekyt från cirka 480 f.Kr.

Lekyt (grekiska λήκυθος lekythos, plural lekythoi) är en antik grekisk oljekruka. Numera syftar termen på långsmala keramikflaskor med smal hals, låg fot och vid mynningsplatta. Typen användes både vid begravningar och i vardagssammanhang.
Eftersom lekyterna ofta användes inom begravningssammanhang avbildar de scener från de rituella handlingarna kopplade till begravningen, som till exempel de besök man gjorde till graven på den tredje, nionde och trettionde dagen efter det att man begravt den döde.
Vissa lekyter har en mindre gömd behållare som går ner cirka 10 centimeter för vasens hals. Den mindre behållaren skapar illusionen att lekyten är fylld till toppen när den enbart fyller en fjärdedel av vasen.